# Lago Ahémé

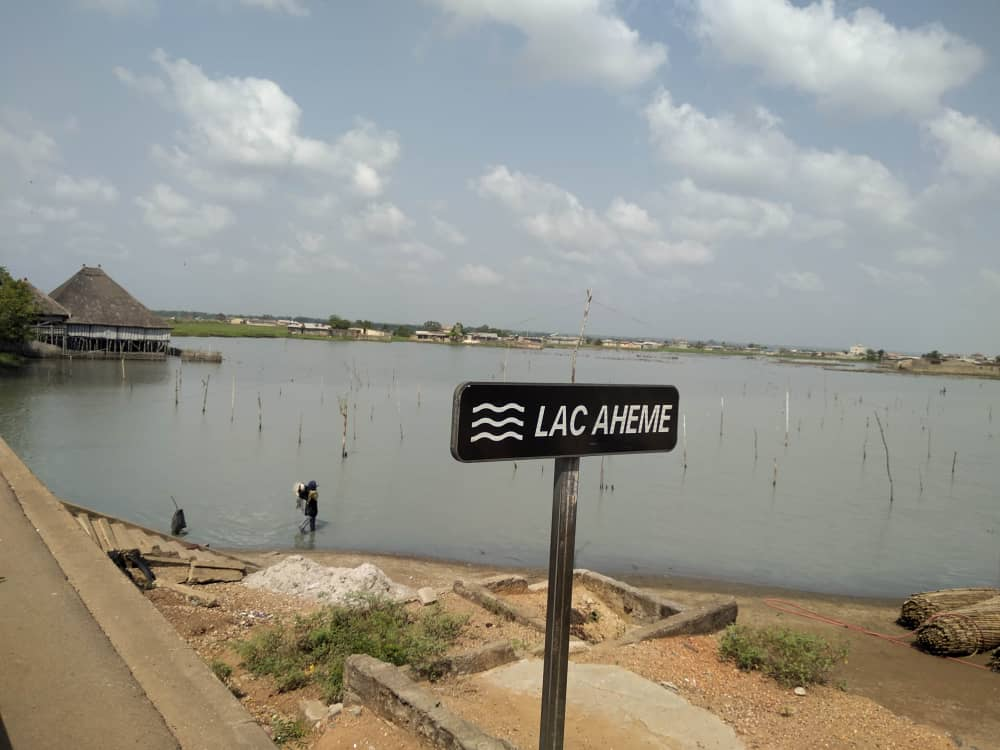
Lago Ahémé en Benín

El lago Ahémé es el segundo lago más grande de Benín, con un área de 78 km² en la estación seca que se expande hasta los 100 km² en la estación húmeda. El lago tiene 24 km de longitud y una anchura media de 3,6 km.
El río Couffo desemboca en la zona pantanosa del lago, al norte, mientras por el sur drena a través del canal de Aho en el sistema lagunar de Grand-Popo, en la costa atlántica. El canal fluye hacia el sur durante la estación húmeda, pero invierte su recorrido en la estación seca, lo que provoca que la salinidad del lago aumente.
A orillas del lago viven dos etnias, los pedah y los ayizo, que practican la pesca y la agricultura. En el lago, hay unas 71 especies de peces.
Los 475 km² de comprenden los humedales del bajo Couffo, el lago Ahémé, el canal de Aho y la laguna costera han sido designadas sitio Ramsar y zona de importancia para las aves.<Important Bird Area.